# Liste du patrimoine culturel immatériel de l'humanité à Djibouti
Cet article recense les pratiques inscrites au patrimoine culturel immatériel à Djibouti.

## Statistiques
Djibouti ratifie la convention pour la sauvegarde du patrimoine culturel immatériel le 30 août 2007. La première pratique protégée est inscrite en 2023.
En 2024, Djibouti compte 2 éléments inscrits au patrimoine culturel immatériel, 1 sur la liste représentative et 1 sur la liste du patrimoine immatériel nécessitant une sauvegarde urgente.

## Listes

### Liste représentative
L'élément suivant est inscrit sur la liste représentative du patrimoine culturel immatériel de l'humanité :
| Élément | Type | Subdivision | Année | Lien  | Notes                                 | Illus. |
| --- | --- | ----------- | ----- | ----- | ------------------------------------- | ------ |
| Le xeer ciise (so), droit coutumier oral des communautés somali-issa en Éthiopie, à Djibouti et en Somalie | traditions et expressions orales pratiques sociales, rituels et événements festifs connaissances et pratiques concernant la nature et l'univers |             | 2024  | 02087 | Partagé avec l'Éthiopie et la Somalie |        |

### Patrimoine immatériel nécessitant une sauvegarde urgente
Djibouti compte un élément inscrit sur la liste du patrimoine immatériel nécessitant une sauvegarde urgente :
| Élément   | Type                                                                                           | Subdivision | Année | Lien  | Notes | Illus. |
| --------- | ---------------------------------------------------------------------------------------------- | ----------- | ----- | ----- | ----- | ------ |
| Le Xeedho | pratiques sociales, rituels et événements festifs savoir-faire liés à l’artisanat traditionnel |             | 2023  | 02001 |       |        |

### Registre des meilleures pratiques de sauvegarde
Djibouti ne compte aucune pratique listée au registre des meilleures pratiques de sauvegarde.